# Despotatul Epirului
Despotatul Epirului a fost un stat succesor al Imperiului Bizantin după înfrângerea acestuia în Cruciada a patra. Despotatul a fost fondat în 1205 de Mihail Angelos Comnenos Ducas. Acesta a fost urmat la tron de către Teodor Angelos care a dus o politică împotriva statelor latine din Grecia. Astfel, a cucerit Salonicul în anul 1222 și, nevrând să se supună Imperiului de la Niceea, s-a autoproclamat Împărat al romanilor. În 1230 țarul bulgar Ioan Asan al II-lea a înfrânt Epirul în Bătălia de la Klokotnița luându-l pe Teodor Comnen Dukas prizonier. După 1246, când Tesalonicul a fost pierdut, Despotatul a încetat să mai joace un rol important în restaurarea Imperiului Bizantin, deși și-a păstrat independența până în anul 1479, când a fost cucerit de Imperiul Otoman. Despotatul a refuzat unirea cu Imperiul Bizantin, după refacerea acestuia în 1261 sub împăratul Mihail al VIII-lea Paleologul.